# Pristionchus borbonicus
Pristionchus borbonicus is een vrijlevende rondworm die behoort tot de familie Diplogastridae. Bij de soort komen afhankelijk van het aanwezige voedsel vijf verschillende mondtypen voor. 
De soort is in vijf verschillende vormen, hoofdzakelijk verschillende mondvormen, gevonden in wilde vijgen. De studie van hun genoom toonde aan dat het in feite één en dezelfde soort was. Deze vormen van de mond ontwikkelen zich afhankelijk van hun hoofddieet (gisten, bacteriën of andere rondwormen).. Het type met de kleine mond vermeerdert zich in het begin snel voor de  kortstondig aanwezige bacteriële voedselbron. Daarna ontstaan de predator-typen met een grote mond en tanden voor het aanvallen van andere rondwormen, die zich bevinden in de met vloeistof gevulde holten in de vijg en plantenparasitaire aaltjes zijn van de vijgenwesp. Bij de Afrikaanse vijgen waren dit de plantenparasitaire aaltjes Schistonchus spp., Bursaphelenchus spp. en de wespenparasiet Parasitodiplogaster spp., de omnivoor Acrostichus spp., de microbivoor Caenorhabditis spp. en de vermoedelijk fungivore Teratodiplogaster spp.
De Vijgenwespen waaronder Ceratosolen coecus brengen bij het bestuiven Pristionchus borbonicus van de ene naar de andere vijg, doordat hij een symbiotische relatie met de vijgenwesp heeft.
Borbonicus verwijst naar de vindplaats van de rondworm, het eiland l'île Bourbon. Dit is de oude naam voor het eiland Réunion.